# مريودة
مريودة  قرية سوريّة تتبع إداريّاً لمحافظة حلب منطقة جبل سمعان ناحية الحاضر، بلغ تعداد سكانها 2000 نسمة حسب التعداد السكاني لعام 2025